# RR Телескопа
RR Телескопа (RR Telescopii) — симбиотическая звезда в созвездии Телескопа. В период с 1889 по 1944 год её фотографическая звёздная величина менялясь в диапазоне от 12m,5 до 16m,6. В конце 1944 года она вспыхнула, увеличив свою яркость на 6 величин до примерно 6m,6. Однако эта вспышка не была замечена до июля 1948 года, когда она получила название Новая в Телескопе 1948 (Nova Telescopium 1948). Только лишь изучение архива фотопластинок позволило установить более точное время вспышки. После вспышки звезда медленно снижала яркость, при этом в её спектре происходили значительные изменения. По состоянию на август 2013 года её видимая величина около 12m. В Северном полушарии видимость начинается с 35-й северной параллели.

## История наблюдений и вспышка 1944 года
RR Телескопа периодически наблюдалась по программе исследований на Южной станции обсерватории Гарвардского колледжа, начиная с 1889 года, а также другими южными обсерваториями. Вильямина Флеминг в 1908 году сообщила о вариациях в яркости звезды в диапазоне от 9m до 11m,5 и предположила, что RR Телескопа может относиться к тому же типу звёзд, что и SS Лебедя. Обзор более поздних пластинок показал малую нерегулярную изменчивость блеска в диапазоне от 12m,5 до 14m, примерно до 1930 года. В то время звезда начала показывать медленные периодические изменения яркости между величинами 12m и 16m;. Период этих изменений блеска был 387 дней, и звезда характеризовалась как своеобразная полурегулярная переменная. До вспышки 1944 года не существовало спектров звезды, так как она была слишком слаба и даже не была включена в каталог Генри Дрейпера. В конце 1944 года на поверхности звезды произошёл взрыв и RR Телескопа увеличила свою яркость примерно на 7 величин в течение около четырёх лет: в сентябре-октябре 1946 года её яркость оценивалась в 7m,4, в марте 1948 года её блеск был 7m.0, а в июле 1948 года — 6m,0. В июле 1949 года звезда начала медленно снижать яркость. Звезду первоначально классифицировали как новую, но советский астроном П. Н. Холопов заметил её сходство с FU Ориона, близ которой, правда, в отличие от RR Телескопа находится тёмная туманность. Дальнейшие исследования показали, что звезда находится не на начальной стадии эволюции, а на заключительной.
Первые спектроскопические наблюдения были проведены в июне 1949 года и спектр оказался чистым спектром поглощения, характерный для жёлтых сверхгигантов (F5). Следующие спектры снимались в сентябре- октябре того же года и к этому времени характер спектра изменился к непрерывному со многими эмиссионными линиями, но без заметных линий поглощения.

## Падение яркости
В видимом свете RR Телескопа стала неуклонно (хотя и не с постоянной скоростью) снижать свою яркость с 1949 года. В 1977 году её звездная величина была 10m,0, а в середине 2013 года составляла около 11m,8. Её спектр сохранил свой характер, хотя в нём появились новые эмиссионные линии, в том числе разрешённые и запрещённые линии многих металлов. В 1960 году были замечены линии поглощения, обусловленные наличием оксида титана (TiO), что является признаком звёзд спектрального класса М.
На других длинах волн RR Телескопа стала наблюдаться по мере развития соответствующих технологий. С помощью инфракрасной фотометрии было обнаружено излучение в диапазоне от 1 до 20 мкм, что указывает на присутствие околозвездной пыли с температурой в несколько сотен кельвинов. Наблюдение на более коротких волнах были ещё более продуктивными . RR Телескопа наблюдалась в ультрафиолетовом диапазоне с помощью IUE, ультрафиолетового спектрометра на борту Voyager 1 и космического телескопа Хаббла, и в рентгеновском диапазоне с помощью обсерватории имени Эйнштейна, EXOSAT и ROSAT. Наблюдения в ультрафиолетовом диапазоне, в частности, позволили обеспечить прямое обнаружение белого карлика входящего в систему RR Телескопа, что было невозможно до появления космических обсерваторий.

## Физическая модель системы RR Телескопа
Симбиотическая звезда RR Телескопа состоит из красного гиганта, находящегося на последней стадии своей эволюции и вращающегося вокруг него белого карлика, со значительным количеством горячего газа и пыли вокруг обеих звёзд. Красные гиганты на заключительных стадиях эволюции часто называют миридами, подразумевая пульсирующую природу этих гигантских звёзд. Наблюдения в инфракрасном диапазоне и исследования инфракрасного спектра позволяют отнести звезду к спектральному типу M5III . Холодные пульсирующие переменные производят большое количество околозвездной пыли, уносимой медленным звездным ветром, стекающим с таких звезд. В спектре не было обнаружено никаких сдвигов спектральных линий, поэтому расстояние между компонентами, вероятно, довольно большое (несколько а.е.), а орбитальной период оценивается в несколько лет или даже десятилетий.
В фазе покоя, которая предваряет фазу вспышки, красный гигант пульсирует и теряет массу. Эти пульсации были отчётливо видны с 1930 года до вспышки в 1944 году. Часть вещества, потерянного красным гигантом попадает на белый карлик путём аккреции. Это вещество, обогащённое водородом оседает на его поверхности, образуя слой водорода, который становится достаточно плотным и достаточно горячим, чтобы запустить ядерные реакции синтеза. Внезапное интенсивное термоядерное горение водорода на поверхности белого карлика приводит к взрыву.
Слой выпавшего вещества достаточно толстый, чтобы привести к значительному расширению поверхности и увеличить её температуру с 5000К до 10 000К, что приведёт к появлению спектра жёлтого сверхгиганта, каким он был вплоть до лета 1949 года. Поскольку производство энергии продолжается, выпавшее вещество продолжает нагреваться, оно становится более высокоионизированным и менее плотным, так что возникающему излучению становится всё труднее покидать поверхность звезды: спектр становится похож на спектр абсолютно чёрного тела постепенно смещая пик излучения в диапазон всё более коротких длин волн в связи с ростом температуры газа. В видимой части спектра интенсивность излучения снижается, но горячий ионизированный газ даёт богатое разнообразие линий излучения многих металлов. Блеск системы остается постоянным, так что наблюдаемое излучение исходит от постепенно уменьшающейся, но постоянно увеличивающей температуру области пространства вокруг белого карлика. Анализ данных в оптическом, ультрафиолетовом и рентгеновском диапазонах в начале 1990-х годов показал, что эффективная температура белого карлика составляет около 142 000К, а светимость 3500L⊙(болометрическая), сила тяжести на его поверхностной примерно в 100 раз больше солнечной, а его масса около 0,9M⊙. Существует также небольшая область газа с температурой в несколько миллионов К, которая является продуктом столкновения звёздных ветров от двух звёзд. Горячие белые карлики часто выдувают звёздные ветры с более высокими скоростями, чем ветры с красных гигантов: звёздный ветер с белого карлика системы RR Телескопа имеет скорость около 500 км/с и разогревает газ до миллионов градусов.